# Piquer
Pour les articles ayant des titres homophones, voir Picqué et Piqué.
Pour les articles homonymes, voir Piquer (homonymie).
En aéronautique, piquer est l'action de descendre très rapidement. Un avion peut avoir une tendance à « piquer » (ou au contraire : à « cabrer ») que le pilote ou les systèmes de commandes de vol automatiques doivent contrer pour ne pas quitter une trajectoire voulue.
Certains avions tels les fameux Stuka étaient spécialement conçus pour effectuer des manœuvres (bombardement) en piqué.